# Hellboy : De sang et de fer
Pour les articles homonymes, voir Hellboy.
Pour plus de détails, voir Fiche technique et Distribution.
Hellboy : De sang et de fer (Hellboy: Blood and Iron) est un téléfilm d'animation américain de 2007, second volet du diptyque Hellboy Animated après Le Sabre des tempêtes. Ces films d'animation sont basés sur la mini-série Hellboy: Wake the Devil du comics Hellboy de Mike Mignola. Ces films s'inspirent également de l'univers développés par Guillermo del Toro dans le long-métrage Hellboy sorti en 2004.
Le film a d'abord été diffusé sur Cartoon Network en mars 2007, avant d'être commercialisé en DVD en juin 2007.
Le film a été coréalisé par Tad Stones, un « vétéran » de l'animation, producteur-réalisateur notamment de Myster Mask, Le Retour de Jafar ou encore Les Énigmes de l'Atlantide ou il collabore avec Mike Mignola, le « papa » de Hellboy.

## Synopsis
En 1939, le jeune professeur Trevor « Broom » Bruttenholm enquête sur une série de meurtres en Europe de l'Est. Erzsebet Ondrushko, une vampire se baignant dans des bains de sang pour rester jeune et ayant vendu son âme à Hécate la reine des sorcières, est responsable de ses meurtres. Au château l'équipe de Bruttenholm est sauvagement tuée et il se retrouve seul face à Erzsebet. Il la pousse alors sous les rayons du soleil et la détruit
De nos jours, Bruttenholm est âgé et n'est plus à la tête du BPRD. Il prête un intérêt inhabituel à une supposée mission dans Les Hamptons sur Long Island. Le nabab de l'hôtellerie Oliver Trombolt (un ami proche des contrôleurs budgétaires du BPRD au Sénat) a demandé une enquête dans une maison qu'il veut rénover en hôtel. Il est évident que Trombolt veut faire un coup de publicité, mais Bruttenholm estime que quelque chose de réellement surnaturel peut y avoir lieu. Il décide de l'examiner lui-même...

## Fiche technique
- Titre français : Hellboy : De sang et de fer
- Titre original : Hellboy: Blood and Iron
- Réalisation : Victor Cook et Tad Stones
- Scénario : Kevin Hopps, d'après une histoire de Tad Stones et Mike Mignola, d'après l'œuvre de Mike Mignola
- Montage : Matt Steinauer
- Musique : Christopher Drake
- Animateur : Kirk Tingblad, Nathan Chew, Andy Chiang, Thomas A. Nelson, Nir Paniry, Adam Van Wyk
- Producteurs : Sidney Clifton, Scott D. Greenberg
  - Délégués : Lawrence Gordon, Scott Hemming, John W. Hyde, Lloyd Levin, Mike Richardson
  - Consultants : Guillermo del Toro, Mike Mignola
  - Superviseur : Tad Stones
- Société de production : IDT Entertainment
- Distribution : Anchor Bay Entertainment (DVD)
- Pays d’origine : États-Unis
- Langue originale : anglais
- Format : couleur, 1.78:1
- Genre : animation, action, aventure, fantastique
- Durée : 75 minutes
- Date de sortie : 2007

## Distribution

### Voix originales
- Ron Perlman : Hellboy
- Selma Blair : Liz Sherman
- Doug Jones : Abe Sapien
- John Hurt : Professeur Trevor « Broom » Bruttenholm
- Peri Gilpin : Professeur Kate Corrigan
- J. Grant Albrecht : Oliver Trombolt / voix supplémentaires
- Jim Cummings : Tom Manning
- Grey DeLisle : Anna / Harpy-Hag #2
- Rob Paulsen : Sydney Leach / le fiancé d'Anna
- Dee Dee Rescher : Harpy-Hag #1
- Kath Soucie : Erzsebet Ondrushko
- Cree Summer : Hecate
- James Arnold Taylor : le jeune Trevor « Broom » Bruttenholm / Père Lupescu / voix supplémentaires

### Voix françaises
- Pierre Dourlens : Hellboy
- Caroline Lallau : Liz Sherman
- Eric Missoffe : Abe Sapien
- Jean-Pierre Leroux : Professeur Trevor « Broom » Bruttenholm